# Milano-Torino 2005
La Milano-Torino 2005, novantesima edizione della corsa e valida come evento dell'UCI Europe Tour 2005, fu disputata il 5 marzo 2005, per un percorso totale di 199 km. Venne vinta dall'italiano Fabio Sacchi giunto al traguardo con il tempo di 4h47'41" alla media di 41,504 km/h.
Presero il via a Novate Milanese 153 ciclisti, 149 di essi portarono a termine la gara.

## Ordine d'arrivo (Top 10)
| Pos. | Corridore          | Squadra       | Tempo    |
| ---- | ------------------ | ------------- | -------- |
| 1    | Fabio Sacchi       | Fassa Bortolo | 4h47'41" |
| 2    | Mirko Celestino    | Domina Vac.   | s.t.     |
| 3    | Paolo Tiralongo    | Panaria       | s.t.     |
| 4    | Emanuele Sella     | Panaria       | s.t.     |
| 5    | Danilo Di Luca     | Liquigas      | a 1"     |
| 6    | Vincenzo Nibali    | Fassa Bortolo | a 3"     |
| 7    | Andrea Noè         | Liquigas      | a 4"     |
| 8    | Roberto Petito     | Fassa Bortolo | a 7"     |
| 9    | Luca Mazzanti      | Panaria       | a 15"    |
| 10   | Przemysław Niemiec | Miche         | a 16"    |